# Station Vries-Zuidlaren
Station Vries-Zuidlaren, lag in de bebouwde kom van het dorp Tynaarlo, is een voormalig station aan Staatslijn C tussen Meppel en Groningen. Station Vries-Zuidlaren lag tussen de huidige stations van Assen en Haren en was geopend van 1 mei 1870 tot 15 mei 1938. Na de oorlog werd het station heropend op 1 juni 1948, waarna het station op 18 mei  1952 nogmaals werd gesloten.   
Bij het station lag van 26 juni 1901 tot 1 augustus 1919 het eindstation van de paardentramlijn Zuidlaren - Groningen van de TMZG.
0,0: Meppel ·
4,6: Ruinerwold ·
8,4: Koekange ·
14,5: Echten ·
19,8: Hoogeveen ·
29,4: Wijster ·
33,7: Beilen ·
37,8: Oranjekanaal ·
40,5: Hooghalen ·
49,3: Assen ·
56,3: Oudemolen ·
60,1: Vries-Zuidlaren ·
66,4: De Punt ·
71,2: Haren ·
74,2: Groningen Europapark ·
76,9: Groningen